# Sachsen (F219)
La Sachsen (F219) es una fragata de defensa antiaérea de la Deutsche Marine (Alemania). Es la primera fragata de la clase Sachsen, compuesta por otras dos unidades.
Fue ordenada en 1996. Construida por el fabricante Blohm + Voss en Hamburgo, fue colocada la quilla en 1999. Fue botado el casco en 2001. Y fue asignada en 2003 o 2004.
En 2022 la fragata Sachsen disparó un arma láser desarrollada por MBDA Deutschland y Rheinmetall Waffe Munition. El disparo, efectuado contra un dron, fue el primer disparo de un arma láser desde un barco por parte de las fuerzas armadas de Alemania.